# Kaniehtiio Horn
Kaniehtiio Horn (Kahnawake, 8 de novembro de 1986) é uma atriz canadense, conhecida pela participação na série Hemlock Grove.